# Sauvaire Intermet
Sauvaire Intermet (Tarascona, 1573 circa – Avignone, 1657) è stato un compositore francese.

## Biografia
Sauvaire Intermet nel 1590 fu nominato maestro di cappella della cattedrale di San Trofimo di Arles, incarico che mantenne fino al 1595 circa. Un atto del 1599 lo cita come "maistre de chapelle de la Reyne de France", probabilmente di Luisa di Lorena-Vaudémont (1553-1601), vedova di Enrico III, che si era ritirata a Chenonceaux. Nel 1599 divenne canonico del capitolo di Sant'Agricola di Avignone con l'incarico di maestro di cappella. La sua carriera in questa chiesa proseguì per decenni, con qualche interruzione a San Giusto di Narbona nel 1613-1614 e verso il 1616, poi a San Salvatore di Aix-en-Provence all'inizio del 1629. Parallelamente a questi incarichi, Intermet si mise a disposizione della città in occasione delle visite dei sovrani e di altre importanti circostanze.
La maggior parte della carriera di Intermet trascorse ad Avignone, allora possesso pontificio e perciò soggetta all'influenza italiana. I gesuiti vi avevano una cospicua presenza, con un noviziato e un collegio importante che s'ingrandì all'epoca della proibizione della Compagnia in Francia tra la fine del 1594 e il 1603. Avignone costituì infatti un avamposto dell'influenza pontificia in Francia e un bastione gesuita circondato da terre a maggioranza protestante. Intermet fu maestro di cappella e musicista ufficiale della città e della contea di Avignone, incaricato dell'animazione musicale delle cerimonie e delle visite reali e probabilmente anche maestro di musica al Collegio dei Gesuiti. Questa tripla posizione gli procurò una notevole preminenza sugli altri musicisti avignonesi, se non provenzali, giacché mantenne il suo ruolo per un periodo di circa cinquant'anni, particolarmente lungo per un maestro di cappella.
Fonti d'archivio mostrano che aggiunse una banda di violoni a suoi cantori per rinforzare l'organico in occasione delle feste solenni o delle maggiori processioni. Alcune relazioni lo citano come direttore musicale delle grandi celebrazioni, come nel novembre del 1600 per l'ingresso in città di Maria de' Medici, occasione in cui riunisce i cantori di tutte le cappelle della città, o alla fine di luglio del 1622 per la canonizzazione di sant'Ignazio di Loyola e di san Francesco Saverio. Intervenne anche nel novembre del 1622 per l'ingresso di Luigi XIII ad Avignone. Il re volle avere una copia della musica d'Intermet.
Intermet fu anche attivo per le confraternite di artigiani o di penitenti, sovente localizzate nella cappella del Collegio dei Gesuiti. Gli fu richiesto di dirigere le loro esecuzioni musicali o di comporre dei cantici, come prova un documento del 1647 della congregazione dei taffetassieri. Ad Avignone, dovette essere in contatto con qualche celebrità: il gesuita Athanasius Kircher (1602-1680), il musicista Annibal Gantez (c. 1600 – 1668), o Nicolas Saboly (1614-1675), celebre compositore di noël.

## Opere
Le sue composizioni sono in gran parte perdute o conservate in frammenti.

### Canzoni
- 4 canzoni in francese, 4 v. in Ms. Bayle, c. 1597 (perdute, citate da Gastoué 1904).

### Noël e cantici
- Là ça qui veut voir un dieu enfant 4v? Chicago NL: Case MS 5136
- Quand l'œil de Jesus je voy 4-8v Chicago NL: Case MS 5136
- Noëls 2v, anonymes et en partie par Intermet, Avignon Ms. 1250 et Ms. 1181, copiati verso il 1653-1664.
- Cantiques spirituels à l'usage de la Congrégation des jeunes artisans érigée à Avignon (Lyon: Antoine Molin, 1653 (musica stampata da Robert III Ballard), perduti [1].
- Intermet potrebbe avere contribuito alla musica adattata agli Hymnes et cantiques di Michel Coyssard (Anvers, 1600, e Paris, 1623/1655).

### Messe
- Missa pro defunctis, 1613, perduta.
- Missa per i Minimi, perduta, citata da Robert 1965.
- Missa a 8 voci In devotione, perduta
- Missa a 6 voci, perduta, entrambe citate da Dufourcq 1958.

### Mottetti
La maggior parte dei suoi mottetti conosciuti sono conservati in 5 partite separate, resti di un gruppo di 12, recentemente scoperte nella collezione H. M. Brown a Chicago , alle quali si possono aggiungere una partita isolata proveniente d'un'altra raccolta della stessa origine . Questi mottetti sono scritti sul testo del salmi, di inni, preghiere, responsori, versetti o antifone diverse.
Tra queste ultime, la maggior parte riguarda la liturgia del Venerdì e del Sabato Santo. Per il resto, fece ampio ricorso alla pratica della centonizzazione, con versetti estratti soprattutto dal VI capitolo del Vangelo di Giovanni, da Isaia, e dall'Ecclesiaste. Questa raccolta contiene sette mottetti in onore delle grandi figure della Compagnia di Gesù: Ignazio di Loyola, Francesco Saverio e Francesco Borgia.
Le date trovate in questa raccolta vanno dal 1622 al 1624; è quindi evidente che una parte dei mottetti possa essere stata composta per la canonizzazione di Ignazio di Loyola e di Francesco Saverio del 1622, nonché per la beatificazione di Francesco Borgia del novembre del 1624.
La musica presenta uno stile contrappuntistico e a volte sezioni molto omofonia (musica), nello stile del falso bordone o del "contrappunto semplice".
Questa raccolta contiene anche prove della pratica policorale già registrate nelle testimonianze del 1600 e del 1622: partiture a due o tre cori, apparizione precoce di piccoli cori di solisti in opposizione al gran coro, a volte una struttura strofa-ritornello che si presta naturalmente alla spazializzazione. Fornisce una testimonianza unica della musica che era eseguita nelle celebrazioni dei gesuiti di Avignone all'inizio del XVII secolo.
- Accepit Jesus calicem 6 v, perduto, citato da Dufourcq 1958
- Adeste filii confortamini 5v Chicago NL: Case MS 5136
- Attendite popule meus 8v, 1622, Chicago NL: Case MS 5136
- Ave virgo gloriosa Chicago NL: MS 5123
- Cantate Domino filii Dei 8v, 1623, Chicago NL: Case MS 5136
- Crux fidelis inter omnes 6v, Chicago NL: Case MS 5136
- Dilectus Deo et hominibus 8v, 1623, Chicago NL: Case MS 5136
- Dixit Dominus Domino meo, 4v, 1623, Chicago NL: Case MS 5136
- Ecce tu pulchram anima mea Chicago NL: MS 5123
- Exultate et resonum 4v, Chicago NL: Case MS 5136
- Exultate et resonum 8v, Chicago NL: Case MS 5136
- Exultate et resonum 12v, Chicago NL: Case MS 5136
- Filia Jerusalem 4v, Chicago NL: Case MS 5136 + MS 5123
- Filiae Hierusalem, perduto, citato da Dufourcq 1958
- Heu moritur Christus 8v, 1624, Chicago NL: Case MS 5136
- Hic est panis angelicus 4v, Chicago NL: Case MS 5136
- Hic est panis angelicus 8v, Aosta, Bibl. Capitolare: Mus. Cartella 7, f. 72 (T1 seul)[4]
- Ignatius quasi oliva pullulans 8v, Chicago NL: Case MS 5136
- In monte oliveti, 4v, Avignon Ms. 1250
- In suprema nocte, 4 v, in Avignon Ms. 1250
- Laudate dominum omnes gentes 6v, perduto, citato da Dufourcq 1958
- Laudate pueri Dominum, 8v voci pari, 1624, Chicago NL: Case MS 5136
- Magnum haereditatis 5v, Chicago NL: Case MS 5136
- Memoria Borgiae in compositione 8v, Chicago NL: Case MS 5136
- O crux laudabilis 8v? Chicago NL: Case MS 5136
- O panis candidissime 6v, Chicago NL: Case MS 5136
- O sacrum convivium 6v, perduto, citato da Dufourcq 1958
- O vos omnes 6v, Chicago NL: Case MS 5136
- Obstupescite et admiramini 8v, 1623, Chicago NL: Case MS 5136
- Omnes sitientes venite 8v, 1624, Chicago NL: Case MS 5136
- Panis angelicus, fit panis hominum, 4v. Chicago NL: Case MS 5136
- Popule meus 6v, Chicago NL: Case MS 5136
- Replete nos gaudio salutari 5-5v? Chicago NL: MS 5123
- Rex angelorum paravit, 4v, Avignon Ms. 1250
- Sacra christi caro 8v, Chicago NL: Case MS 5136
- Soror nostra es crescas 8v, Chicago NL: Case MS 5136
- Stabat mater dolorosa 6v, Chicago NL: Case MS 5136
- Vade ad gentem convulsam 8v, Chicago NL: Case MS 5136
- Veni creator spiritus, 8v, Chicago NL: Case MS 5136
- Vide Domine afflictionem meam 4v, Chicago NL: Case MS 5136
- Videntes te Christe 4v, Chicago NL: Case MS 5136

## Fortuna
La rinomanza di Intermet fu grande, e ancor più significativa perché dopo il 1600 sembra che non si sia mai allontanato dalla Provenza e perché le sue opere non furono quasi mai date alle stampe. Annibal Gantez lo cita nel 1643 mettendolo alla pari di Eustache Du Caurroy o di Claude Le Jeune; il gesuita Antoine Parran lo cita nel suo Traité de musique del 1639.